# Avelino Montes Linaje
Avelino Montes Linaje (Laredo, Cantabria; 1868 - Mérida, Yucatán; 1956), fue un administrador, empresario y hacendado henequenero, de origen español establecido en México desde 1886 y donde contrajo matrimonio con la hija del acaudalado hacendado Olegario Molina, cabeza de la denominada casta divina, grupo oligárquico del porfiriato en Yucatán.

## Datos biográficos e históricos
Hijo de Saturnino Montes y Luciana Linaje, fue el segundo de seis hermanos. Desde muy joven llegó a México, estableciéndose en Yucatán para trabajar en el consorcio que era propiedad de Olegario Molina, más tarde gobernador del estado y quien encabezaba a la sazón el grupo económico y político de mayor poder e influencia en esa entidad del México pre-revolucionario. Cuatro años después de haber llegado a Yucatán, el 19 de marzo de 1890, contrajo matrimonio con María Molina Figueroa, hija de Olegario Molina. De esa unión nacieron siete hijos.
En el desempeño de su trabajo como administrador de los negocios de su suegro demostró su competencia. Pronto fue nombrado consejero del Banco Yucateco que empezó a funcionar en 1890. También representó al grupo de su familia política en el consejo de los Ferrocarriles de Yucatán, empresa que quedó constituida el 1 de febrero de 1902. Fue también presidente del Sindicato de Henequeneros de Yucatán. Una vez que su suegro dejó la gubernatura de Yucatán y fue nombrado ministro en el gobierno de Porfirio Díaz, la empresa controladora de los negocios de este personaje cambió de denominación quedando como Avelino Montes Sociedad en Comandita y esta se hizo cargo de la delicada función de regular los precios de exportación de la fibra del henequén que era el eje económico de toda la región peninsular. La empresa también se asoció con los principales consumidores estadounidenses de la materia prima y en tal virtud se volvió la clave de la economía del estado.
En lo personal fue también propietario de dos grandes fincas: Oxcum enclavada en el municipio de Umán y Santo Domingo en el municipio de Maxcanú.
El monopolio de facto que integraron Avelino Montes, sus representados y socios, propició el derrumbe económico de gran número de pequeños comerciantes y hacendados en Yucatán, al punto que la situación propició un movimiento de rebeldía que se manifestó por las armas en el oriente del estado, en la ciudad de Valladolid, y que en 1910 se denominó morenismo, encabezado por Delio Moreno Cantón, que tuvo el declarado propósito de expulsar de Yucatán al gobernador Enrique Muñoz Aristegui, jefe político del movimiento molinista en el estado, a Avelino Montes y a Rogelio V. Suárez, yernos de Olegario Molina.
A pesar de lo anterior, el grupo de Montes y su suegro se mantuvo como principal fuerza económica en el estado y no fue sino hasta la llegada del general Salvador Alvarado en 1915, como representante del ejército constitucionalista de Venustiano Carranza, que el grupo oligárquico fue disuelto y desprovisto del poderío económico y político que alcanzó. Entonces Avelino Montes se refugió en Cuba, donde también se había exiliado su suegro a la caída de Porfirio Díaz.
Tiempo después, traspuesto el periodo crítico de la posrevolución en México, regresó a Mérida donde siguió administrando los negocios residuales que mantuvo la familia. Falleció en Mérida, la ciudad de su adopción, el 10 de diciembre de 1956.